# معادلات جينز
تصف معادلات جينز حركة مجموعة من النجوم تسير في مجال تجاذبي، وجيمي جينز قام بإنجازات هامة في مجالات عديدة للفيزياء وكذلك في ميكانيكا الكم، وتوصل في أبحاثه إلى أن نظرية لابلاس المتعلقة بأن المجموعة الشمسية نشأت من سحابة غاز واحدة ليست سليمة، وعوضًا عن ذلك قام هو بصياغة نظرية تقول أن الكواكب قد تكونت عن طريق اقتراب أحد النجوم من الشمس بحيث صدرت منها تلك المادة التي تكونت منها الكواكب فيما بعد، ولكن تلك النظرية ليست مُعترف بها حتي الآن.
وقد قام جينس ببحوث في مجال الفلك وبصفة خاصة حركة النجوم، والتكوين الداخلي للنجوم، ومسائل آخرى في علم الفلك.
ويسمى على اسمه كتلة جينس وهي أقل كتلة لسحابة كونية تحوي غاز وغبار يمكنها التقلص والانكماش.

## المعادلات
إذا كانت n = n(x,t) هي كثافة النجوم في الفضاء فإن دالة الموضع هي x = (x1, x2, x3) والزمن و t, v = (v1, v2, v3) هي السرعة y, و Φ = Φ(x,t) هي قدرة الجاذبية، وبالتالي يُمكن كتابة معادلات جينز كالآتي 
{\displaystyle {\frac {\partial n}{\partial t}}+\sum _{i}{\frac {\partial (n\langle {v_{i}}\rangle )}{\partial x_{i}}}=0,}
{\displaystyle {\frac {\partial (n\langle {v_{j}}\rangle )}{\partial t}}+n{\frac {\partial \Phi }{\partial x_{j}}}+\sum _{i}{\frac {\partial (n\langle {v_{i}v_{j}}\rangle )}{\partial x_{i}}}=0\qquad (j=1,2,3)}
والتأشير ب <…> يعني المتوسط عند تلك النقطة والزمن (x,t)، وبالتالي على سبيل المثال عند {\displaystyle \langle {v_{1}}\rangle } هو متوسط المُركبة 1 لسرعة النجوم عند نقطة وزمن معين، ويمُكن كتابة المجموعة الثانية من المعادلات بالتبادل كالآتي:
{\displaystyle n{\frac {\partial \langle {v_{j}}\rangle }{\partial t}}+\sum _{i}n\langle {v_{i}}\rangle {\frac {\partial {\langle {v_{j}}\rangle }}{\partial x_{i}}}=-n{\frac {\partial \Phi }{\partial x_{j}}}-\sum _{i}{\frac {\partial (n\sigma _{ij}^{2})}{\partial x_{i}}}\qquad (j=1,2,3.)}
حيث {\displaystyle \sigma _{ij}^{2}=\langle {v_{i}v_{j}}\rangle -\langle {v_{i}}\rangle \langle {v_{j}}\rangle } يقيس مدى تشتت وتبدد السرعة في المُركبة i و j عند نقطة محددة.
ومعادلات جينز مماثلة لمعادلات أويلر لسريان الموائع ويُمكن اشتقاقها من معادلة بولتزمان حيث أن جيمس ماكسويل هو أول من اشتقها واستنتجها ولكن أول من استخدمها وقام بتطبيقها هو جيمس جينز في الديناميكا.